# Atlantik (Schiffstyp)
| Serie Atlantik               | Serie Atlantik                                                          |
| ---------------------------- | ----------------------------------------------------------------------- |
|                              |                                                                         |
| Technische Daten (Überblick) |                                                                         |
| Werft:                       | Volkswerft, Stralsund                                                   |
| Vermessung:                  | 2657 BRT                                                                |
| Tragfähigkeit:               | 1150 t                                                                  |
| Länge über Alles:            | 82,20 m                                                                 |
| Länge zwischen den Loten:    | 73,00 m                                                                 |
| Breite:                      | 13,60 m                                                                 |
| Seitenhöhe:                  | 9,55 m                                                                  |
| Tiefgang:                    | 5,00 m                                                                  |
| Antrieb:                     | 2 × Dieselmotor 8 NVD 48.2 AU (SKL Magdeburg) auf 1 × Verstellpropeller |
| Gesamtleistung:              | 2 × 854 kW                                                              |
| Geschwindigkeit:             | 13,6 Knoten                                                             |
| Besatzung:                   | 80                                                                      |

Die Fang- und Gefriertrawler vom Typ Atlantik waren eine von der Volkswerft in Stralsund entwickelte Bauserie von Trawlern mit Anlagen zur Verarbeitung des Fangs.

## Geschichte

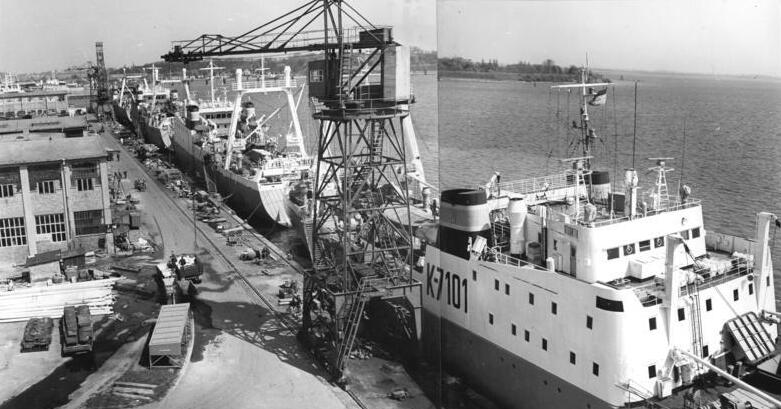
Am Ausrüstungskai der Volkswerft

Am 7. Juni 1966 wurde auf der Volkswerft das Typschiff der Serie fertiggestellt, die im Vergleich mit der vorher gebauten etwas kleineren Tropik-Baureihe vor allem über eine größere Antriebsleistung, sowie erweiterte Verarbeitungsmöglichkeiten verfügte. Die erste Serie, Atlantik I genannt, umfasste 50 Schiffe. Am 23. Dezember 1968 lieferte man mit der Soyus-3 den ersten weiterentwickelten Typ Atlantik II, der bis 1973 in Stralsund gefertigt wurde. Insgesamt wurden hier bis Ende 1973 161 Einheiten fertiggestellt, die überwiegend in die Sowjetunion, darin eingeschlossen sieben kombinierte Fang- und Forschungsschiffe sowie sieben Fischereiausbildungsschiffe, aber auch nach Bulgarien (12 Schiffe von der UdSSR weitergegeben), Rumänien (8 Schiffe) und Kuba (5 Schiffe) exportiert wurden. Ab 1974 wurden weitere 24 Schiffe auf der Mathias-Thesen-Werft in Wismar fertiggestellt, während die Volkswerft das Nachfolgemodell Atlantik-Supertrawler herstellte. Die Gesamtproduktion der Typen Atlantik I & II umfasste 185 Einheiten. Die Wismarer Schiffe wurden außer in die UdSSR, nach Rumänien und Kuba exportiert.

## Technik

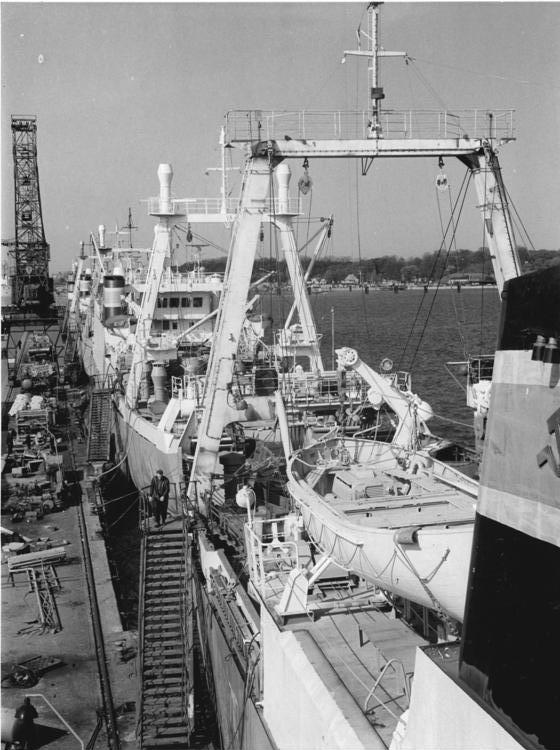
Am Ausrüstungskai der Volkswerft

Die Trawler wurden für den Einsatz in der Flottillenfischerei in Verbindung mit Mutterschiffen konzipiert und für die besonderen Bedingungen tropischer Gewässer ausgerüstet. Die vorgesehene Einsatzzeit lag bei 60 Tagen. Zu den Besonderheiten gehörte die Fernsteuerung aller Fischereiwinden von der Brücke aus. Die Wechselfangnetztechnik ermöglichte es, abwechselnd mit zwei Schleppnetzen zu fischen. Nach dem Einholen des Fangs auf das 36 Meter lange Fangdeck wurde dieser in vier vorgekühlte Auffangbunker gebracht. Zwei Bandgefrierapparate mit einer Leistung von 45 Tonnen am Tag wurden zum Tiefkühlen des Fisches eingesetzt, der anschließend im 1040 Kubikmeter fassenden Laderaum bei −25 °C untergebracht wurde. Für die bis zu 35 Tonnen Fischmehl, die am Tag produziert werden konnten, standen 165 Kubikmeter Laderaum zur Verfügung.
Die Weiterentwicklung zum Typ II beinhaltete Veränderungen des Brückenhauses und der Aufbauten, den Wegfall des Schotts zwischen den Laderäumen I & II und eine Großgefrieranlage, sowie Änderungen an der Fischverarbeitungsanlage. Ab dem 82ten Schiff, der am 20. Februar 1970 übergebenen Akmolinsk, waren die Schiffe für den Wechselnetzfang ausgerüstet.
Zwei Dieselmotoren vom SKL Magdeburg mit je 854 Kilowatt Leistung arbeiteten über ein Getriebe auf einen Verstellpropeller. Damit erreichten die Trawler eine Reisegeschwindigkeit von 13,6 Knoten. Bei einem Trossenzug von 167 Kilonewton wurde eine Schleppgeschwindigkeit von 6 Knoten erreicht.